# Góry Olesińskie
Góry Olesińskie – nieoficjalny przysiółek wsi Płonki, w gminie Kurów, powiecie puławskim, województwie lubelskim. W latach 1975–1998 miejscowość administracyjnie należała do ówczesnego województwa lubelskiego.
W Górach Olesińskich urodził się Bogusław Stanisław Chabros – żołnierz Batalionów Chłopskich.